# 克勒拉希鄉 (多爾日縣)
克勒拉希鄉（羅馬尼亞語：Comuna Călărași, Dolj），是羅馬尼亞的鄉份，位於該國西南部，由多爾日縣負責管轄，處於布加勒斯特以西180公里，每年平均降雨量882毫米，海拔高度32米，2007年人口6,396。